# Bourg-Madame
Bourg-Madame (på Catalansk: la Guingueta d'Ix) er en by og kommune i departementet Pyrénées-Orientales i Sydfrankrig.

## Geografi
Bourg-Madame ligger i Pyrenæerne i 1200 m højde helt op til den spanske grænse. Umiddelbart på den anden side af grænsen ligger Puigcerdá. Mod nordøst grænser kommunen op til den spanske enklave Llivia.

## Historie
Oprindeligt var Guingueta d'Ix (fransk: Guinguettes d'Hix) en lille udflytterlandsby fra den spanske by Ix (fransk: Hix), som efter Pyrenæerfreden i 1659 og Llivia-traktaten i 1660 lå tæt på den nye fransk-spanske grænse. For at udnytte grænsehandelen – inklusiv smuglervarer – flyttede en stor del af indbyggerne i Ix til Guinguettes d'Hix så denne til sidst var større en den oprindelige by.
I 1815 gav Louis Antoine, Hertug af Angoulême, byen sit nuværende navn Bourg-Madame. Under slutningen af Napoleonskrigene, Napoleons 100 dage, havde han opholdt sig i eksil i Barcelona. På vej til Paris overnattede han den 10. juli i Puigcerdà. Her besluttede han at den første franske landsby, han kom til, skulle ophøjes til by. Det blev Guinguettes d'Hix. Indbyggerne foreslog at omdøbe byen til Bourg-Angoulême, men hertugen foretrak at ære sin hustru Marie-Thérèse af Frankrig. Hun bar titlen «Madame Royale», og byen fik derfor navnet Bourg-Madame.

## Demografi

### Udvikling i folketal
| 1962                                                              | 1968 | 1975  | 1982  | 1990  | 1999  | 2007  | 2014  | 2017  |
| ----------------------------------------------------------------- | ---- | ----- | ----- | ----- | ----- | ----- | ----- | ----- |
| 766                                                               | 821  | 1.120 | 1.257 | 1.238 | 1.166 | 1.255 | 1.201 | 1.224 |
| Tal fra og med 1962 er uden dobbelttælling (sans doubles comptes) |      |       |       |       |       |       |       |       |